# 青岛地铁9号线
青岛地铁9号线是中华人民共和国山东省青岛市轨道交通中的一条地铁线路，该线是横贯青岛主城区北部，连接胶州湾北岸红岛与崂山湾西岸北部的半环线。

## 线路
9号线全长约51.5 km，先后贯穿城阳区（红岛经济区）和崂山区。线路起自城阳区红岛街道岙东南路，沿线主要经过高新区、上马街道、城阳现状中心区、惜福镇、土寨等区域，止于崂山区王哥庄街道。

## 车站
9号线沿途共设27座车站，其中7座为换乘车站。
| 车站编号 | 车站名称   | 车站形式         | 换乘线路       |
| -------- | ---------- | ---------------- | -------------- |
| 0901     | 华贯路站   | 地下二层岛式车站 |                |
| 0902     | 华东路站   | 地下二层岛式车站 |                |
| 0903     | 海西村站   | 地下二层岛式车站 | 18号线         |
| 0904     | 皂户站     | 地下三层岛式车站 |                |
| 0905     | 城子站     | 地下二层岛式车站 |                |
| 0906     | 华城路站   | 地下三层岛式车站 |                |
| 0907     | 正阳中路站 | 地下三层岛式车站 | 7号线          |
| 0908     | 长城路站   | 地下二层岛式车站 |                |
| 0909     | 靖城路站   | 地下三层岛式车站 | 15号线、17号线 |
| 0910     | 荟城路站   | 地下二层岛式车站 |                |
| 0911     | 玉皇岭站   | 地下二层岛式车站 |                |
| 0912     | 西荆站     | 地下二层岛式车站 |                |
| 0913     | 正阳东路站 | 地下三层岛式车站 | 10号线         |
| 0914     | 惜福镇站   | 地下二层岛式车站 |                |
| 0915     | 前金社区站 | 地下二层岛式车站 |                |

## 运营
截止2024年，9号线仍在建设中，尚未投入运营。

## 沿革
- 2015年8月，青岛市地铁工程建设指挥部办公室组织编制完成《青岛市城市轨道交通线网规划调整》（2015年），涉及地铁9号线，其中2020年方案为一期（华强路站～惜福镇站，35.9 km），远景年方案为全线。
- 2023年8月16日，青岛地铁9号线一期工程西荆站A出入口钻孔桩顺利施工完成[1]。